# Priscilla Gneto
Déassa Priscilla Valé Gneto (Yopougon, Costa de Marfil, 3 de agosto de 1981) es una deportista francesa que compite en judo.
Participó en dos Juegos Olímpicos de Verano, en los años 2012 y 2016, obteniendo una medalla de bronce en Londres 2012, en la categoría de –52 kg. En los Juegos Europeos de Minsk 2019 consiguió una medalla de bronce en la prueba de equipo mixto.
Ganó dos medallas en el Campeonato Europeo de Judo, oro en 2017 y plata en 2016, y una medalla de oro en el Campeonato Europeo de Judo por Equipo Mixto de 2022.

## Palmarés internacional
| Juegos Olímpicos                    | Juegos Olímpicos      | Juegos Olímpicos  | Juegos Olímpicos |
| Año                                 | Lugar                 | Medalla           | Categoría        |
| ----------------------------------- | --------------------- | ----------------- | ---------------- |
| 2012                                | Londres (Reino Unido) | Medalla de bronce | –52 kg           |
| Juegos Europeos                     |                       |                   |                  |
| Año                                 | Lugar                 | Medalla           | Categoría        |
| 2019                                | Minsk (Bielorrusia)   | Medalla de bronce | Equipo mixto     |
| Campeonato Europeo                  |                       |                   |                  |
| Año                                 | Lugar                 | Medalla           | Categoría        |
| 2016                                | Kazán (Rusia)         | Medalla de plata  | –52 kg           |
| 2017                                | Varsovia (Polonia)    | Medalla de oro    | –57 kg           |
| Campeonato Europeo por Equipo Mixto |                       |                   |                  |
| Año                                 | Lugar                 | Medalla           | Categoría        |
| 2022                                | Mulhouse (Francia)    | Medalla de oro    | Equipo mixto     |